# HMS Dragon (D35)
La HMS Dragon è stata la quarta nave della classe Type 45 ad essere stata costruita per la Royal Navy.
La costruzione della Dragon iniziò nei cantieri BAE Systems Naval Ships a Scotstoun sulle rive del Clyde nel dicembre 2005, e a partire dal dicembre 2007, la sezione di prua è stata portata a Govan per essere unita agli altri moduli.
La Classe diventera una delle più avanzate al mondo per quanto riguarda la difesa antiaerea. La nave è inoltre dotata di un sistema radar SAMPSON, in grado di localizzare un obiettivo distante fino a 400 km e di un sistema missilistico PAAMS. Il 1º luglio 2008, la BAE e la VT Shipbuilding, partner nello sviluppo di questa classe di navi, si sono fuse per formare la BVT Surface Fleet. La Dragon, è stata varata nei cantieri navali di Govan il 17 novembre 2008 alle 3:00pm. La madrina della nave è stata Susie Boissier, moglie del viceammiraglio Paul Boissier, vice comandante in capo della flotta nonché capo di stato maggiore. La nave sarà di stanza a Scotstoun ma sarà collegata alla città di Cardiff, in sostituzione della Cardiff, andata in disarmo nel 2005.

## Comandanti
| Dal  | Al | Capitano    |
| ---- | -- | ----------- |
| 2008 |    | Ian Jackson |